# Jake McCarthy
Jake McCarthy (Scranton, Pensilvania, 30 de julio de 1997) es un jugador profesional estadounidense de béisbol que se desempeña en la posición de jardinero derecho en Arizona Diamondbacks, equipo de las Grandes Ligas de Béisbol (MLB).

## Carrera
Fue seleccionado en la primera ronda en el Draft de la MLB de 2018. En 2021 hizo su debut profesional con el equipo Arizona Diamondbacks, donde lleva jugando cuatro temporadas.